# Anton Baumgartl
Anton Baumgartl (* 30. April 1906 in Zebau, Österreich-Ungarn; † 3. November 1992 in Regensburg) war deutscher Jurist, SS-Sturmbannführer und SS-Richter.

## Leben
In Prag studierte Baumgartl Rechtswissenschaften an der Karls-Universität Prag. Ab dem 1. Juli 1932 arbeitete er im Büro des Rechtsanwaltes Friedrich Hassold in Mies. Hassold war Mitglied der Deutschen Nationalpartei (DNP) und hatte einen Sitz im Parlament der Tschechoslowakei. Baumgartl und Hassold gründeten schon 1931 die Grenzlandjugend der DNP, in der Baumgartl die Stellung eines Gauleiters einnahm. Seit dem 25. März 1938 gehörte Baumgartl der Sudetendeutschen Partei (SdP) an, nach dem „Anschluss“ des Sudetenlandes an das Deutsche Reich beantragte er am 3. Januar 1939 die Aufnahme in die NSDAP und wurde rückwirkend zum 1. November 1938 aufgenommen (Mitgliedsnummer 6.667.581).
Als Assessor wirkte Baumgartl ab 24. Januar 1940 beim deutschen Amtsgericht in Mies. Vom 23. April bis zum 29. September 1940 diente er als Mitglied der SS (SS-Nummer 327.630) bei einer Totenkopf-Standarte in Warschau. Kurzzeitig in Mies, kehrte Baumgartl am 15. Dezember 1940 im Rang eines SS-Untersturmführers und SS-Richters der Reserve wieder nach Warschau zurück.
Nach der Beförderung zum SS-Sturmbannführer nahm Baumgartl eine Tätigkeit am Polizeigericht in Dresden auf, zudem war er zu einem Feldgericht der SS an der Front kommandiert. Zum Gerichtsassessor wurde er am 31. März 1941 ernannt. Die Beförderung zum Amtsgerichtsrat erfolgte formal am Amtsgericht in Mies am 1. März 1943. Nach der deutschen Besetzung Ungarns war er als SS-Richter in Budapest tätig.
Nach dem Krieg wurde er international im Alphabetical index of war criminals von der United Nations War Crimes Commission gesucht. In den 1960er Jahren arbeitete er als Amtsgerichtsrat am Amtsgericht Regensburg.